# Tango (film 1998)
Tango  è un film del 1998 diretto da Carlos Saura, nominato all'Oscar al miglior film straniero.
È stato presentato fuori concorso al 51º Festival di Cannes.

## Trama
Mario Suárez, coreografo di successo, vuole realizzare il film perfetto sul tango, prendendo spunto da quelle musiche ammalianti e dai ricordi della sua vita sentimentale. Alla ricerca di talenti per il film, Mario s'imbatte in Angelo Larroca, un pericoloso gangster che finanzia il progetto e ottiene un provino per l'amante Elena. Tra Mario e la ragazza, che si rivela una straordinaria ballerina, scoppia subito la passione. E mentre l'affiatamento tra i due raggiunge la perfezione, Laura, ex-moglie di Mario e anch'essa ballerina, mal tollera l'ascesa di Elena.

## Riconoscimenti
- 1998 - Festival di Cannes
  - Grand Prix tecnico
- 1999 - Premio Goya
  - Miglior sonoro